# Plicatounionidae
Plicatounionidae zijn een uitgestorven familie van tweekleppigen uit de orde Trigonioida.